# Labirinto di Barnes

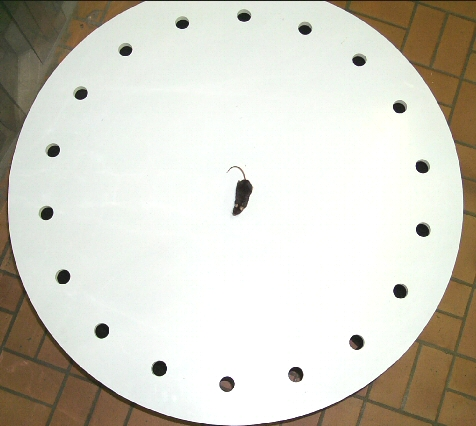
Un labirinto di Barnes

 Il labirinto di Barnes è uno strumento usato negli esperimenti psicologici e in particolare in psicobiologia al fine di studiare la memoria spaziale. Tipicamente vengono impiegati topi o ratti che possono servire da individui di controllo oppure avere una variabilità genetica che li porterà a reagire in modo differente al labirinto.

## Preparazione dell'esperimento
Il labirinto di Barnes consiste in un piano circolare con 20 fori circolari disposti lungo tutta la sua circonferenza. Sotto ognuno dei fori è possibile posizionare una scatola, detta 'drop box': l'obiettivo del labirinto è raggiungere la drop box, alla quale si può accedere da uno solo dei fori del labirinto. L'esposizione al piano del labirinto serve a spingere il topo a cercare riparo all'interno della drop box, che rappresenta l'unico riparo disponibile. Per permettere al soggetto dell'esperimento (tipicamente il topo) di abituarsi al labirinto lo si guida verso la drop box offrendogli riparo con una mano. Dopo 4 o 5 ripetizioni un soggetto normale è in grado di procedere velocemente in linea retta verso il foro che nasconde la drop box. Alcuni punti di riferimento visivi sono posti attorno al piano circolare che costituisce il labirinto, per permettere al topo di orientarsi.

## Svolgimento dell'esperimento
La performance del soggetto è misurata solitamente dal numero di errori compiuti dal roditore, cioè dal numero di volte in cui il roditore si sporge su di un foro che non contiene la drop box. Viene misurato, per ogni soggetto, il tasso di diminuzione del rapporto tra errori e numero di ripetizioni dell'esperimento effettuate, al crescere del numero di ripetizioni. Possono essere misurati anche altri parametri qualitativi, ad esempio la strategia utilizzata da ogni roditore per trovare la drop box può essere qualificata come casuale (il soggetto esplora a caso i fori), sistematica (il soggetto esplora tutti i fori lungo un percorso) o spaziale (il soggetto si dirige in linea retta verso la drop box). 

## Confronto tra labirinti
Il Labirinto di Barnes è simile al Labirinto acquatico di Morris per il compito di navigazione, e al Labirinto a bracci radiali per privazione, ma non utilizza un forte stimolo avversivo (sollecitazione indotta dal nuoto come nel Labirinto acquatico di Morris) o la privazione usata come rinforzo (privazione di cibo o acqua, come nel Labirinto radiale). Compiti comportamentali che inducano sollecitazione possono influenzare la prestazione degli animali sul compito di risolvere il Labirinto di Barnes, ideale per eliminare la confusione data da sollecitazione indotta. 
Però, in assenza di un forte stimolo avversivo, alcuni roditori non hanno abbastanza motivazione per completare l'operazione. Quando sono abituati al labirinto, i roditori preferiscono esplorare anziché finire il compito. L'utilizzo di parametri diversi per analizzare i dati è importante per evitare questo problema. Latenza, la lunghezza del percorso per arrivare alla scatola, e il numero degli errori fino al primo arrivo al foro d'uscita vengono usati  come parametri di misura. Un altro svantaggio del Labirinto di Barnes è quando si compie il test a più di un soggetto. Lo sterco lasciato sul labirinto dall'animale precedente potrebbe alterare le prestazioni del prossimo roditore.